# 알프나흐슈타트역
알프나흐슈타트역(Alpnachstad)은 스위스 옵발덴주의 알프나흐 시정촌에 있는 기차역이다. 이 역은 루체른과 인터라켄을 연결하는 첸트랄반 소유의 브뤼닉선에 있다. 길 건너편에는 필라투스 정상까지 오르는 랙 철도인 필라투스 철도의 하단 종점인 알프나흐슈타트 PB역이 있다.
알프나흐슈타트역은 알프나흐를 운행하는 두 개의 첸트랄반 역 중 하나이며, 다른 하나는 알프나흐 도르프역이며, 이 역은 남쪽으로 약 1.5km 떨어져 있고 알프나흐 중심에 더 가깝다.

## 운행편
다음 서비스는 알프나흐슈타트에서 정차한다.
- 루체른 S-반 S5 : 루체른과 기스빌 사이를 30분 간격으로 운행한다.

루체른 호수의 인근 부두는 루체른호 해운(SGV)의 운송 서비스를 통해 루체른 및 기타 호숫가 커뮤니티에 대한 대안적인 연결을 제공한다.